# Ulrich Zimmerli

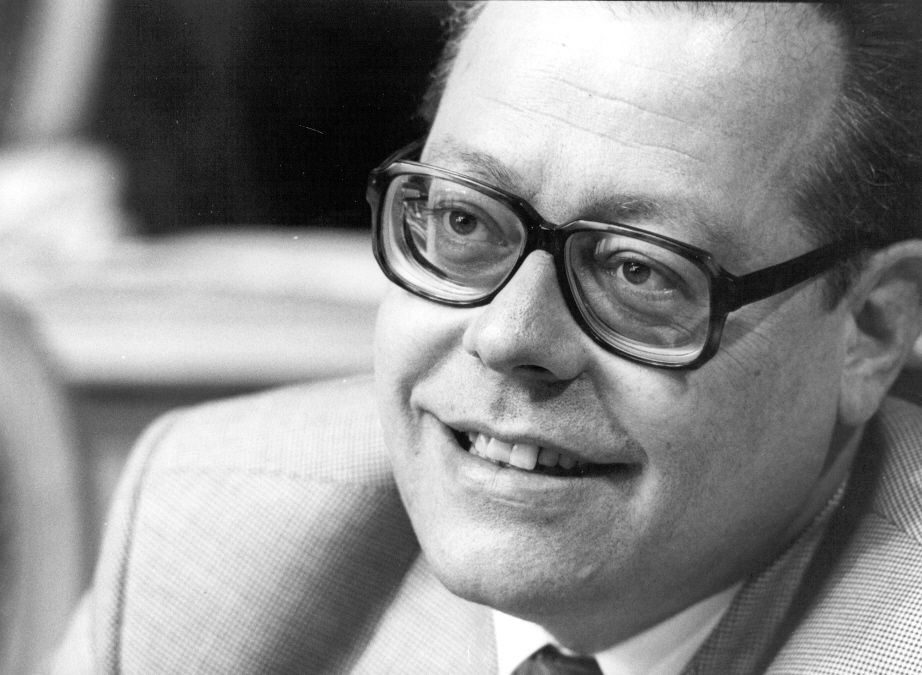
Ulrich Zimmerli

Ulrich Zimmerli (* 2. Juli 1942 in Thun) ist ein Berner Jurist und Politiker. Er lehrte weit über zwei Dekaden an der Universität Bern und war über zehn Jahre Vertreter der SVP im Ständerat. 2002 erregte Zimmerli grössere Aufmerksamkeit, als er aus Protest aus der SVP austrat.

## Leben
Zimmerli dissertierte 1978 zum Thema Der Grundsatz der Verhältnismässigkeit im öffentlichen Recht – Versuch einer Standortbestimmung. 1979 wurde er Lehrbeauftragter, 1983 Honorarprofessor und 1987 Ordinarius für eidgenössisches und kantonales Staats- und Verwaltungsrecht an der Universität Bern. 2005 emeritierte er. Nebst seiner Lehrtätigkeit amtete Zimmerli als Richter am Bernischen Verwaltungsgericht (1974–1987) bzw. am damaligen Versicherungsgericht (1985–1987).
Seit 1997 war Zimmerli Mitglied des Verwaltungsrats, seit 1999 Verwaltungsratspräsident der Berner Versicherung bzw. nach deren Fusion zur Schweizerischen Allianz-Gruppe wiederum Mitglied (ab 2001) bzw. Präsident (2002–2012) des Verwaltungsrats. Zimmerli war auch Präsident des Verwaltungsrats der Wifag-Polytype Holding, der Muttergesellschaft der WIFAG Maschinenfabrik AG. In seine Amtszeit fiel die Aufgabe des Kerngeschäfts des Unternehmens sowie ein Abbau von drei Vierteln des Personals, wofür sich Zimmerli teils heftiger Kritik ausgesetzt sah.
Von 1987 bis 1999 nahm er als SVP-Politiker Einsitz im Ständerat, 1998 präsidierte er ihn. Am 18. November 2002 ist Zimmerli aus der SVP ausgetreten. Als Grund hierfür gab er unter anderem an, dass er sich für die Partei schäme, da sie mit ihrer seit Jahren verfolgten Politik alles einreisse, was er seit Jahren als Politiker und Staats- und Verwaltungsrechtler aufzubauen versucht habe. Er könne eine Mitgliedschaft «mit dem Gewissen nicht mehr verantworten». 2015 gehörte Zimmerli zu den Mitunterzeichnenden des Appells «Die Schweiz ist ein Rechtsstaat – Nein zur Durchsetzungsinitiative».
Zimmerli ist verheiratet und lebt in Muri bei Bern.